# Dekanat nowokorczyński
Dekanat nowokorczyński – jeden z 33 dekanatów rzymskokatolickiej diecezji kieleckiej. Tworzy go 10 parafii:
- Brzostków – pw. Najświętszej Maryi Panny Królowej Polski
- Nowy Korczyn – pw. Trójcy Świętej
- Opatowiec – pw. św. Jakuba Ap.
- Ostrowce – pw. św. Jana Chrzciciela
- Piasek Wielki – pw. św. Katarzyny dz. m.
- Rogów – pw. Nawiedzenia Najświętszej Maryi Panny
- Solec-Zdrój – pw. św. Mikołaja b. w.
- Stary Korczyn – pw. św. Mikołaja b. w.
- Strożyska – pw. Wniebowzięcia Najświętszej Maryi Panny
- Świniary – pw. św. Stanisława b. m.